# Campli
Campli község (comune) Olaszország Abruzzo régiójában, Teramo megyében.

## Fekvése
A megye északi részén fekszik. Határai: Bellante, Civitella del Tronto, Sant’Omero, Teramo, Torricella Sicura,  és Valle Castellana.

## Története
Első említése a 9. századból származik, bár a régészeti leletek tanúsága szerint egy ókori római település utódja. Önálló községgé a 19. század elején vált, amikor a Nápolyi Királyságban felszámolták a feudalizmust.

## Népessége
A népesség számának alakulása:

## Főbb látnivalói
- Palazzo Farnese
- Casa del Farmacisto, egy középkori gyógyszertár épülete
- Torre dei Melatino, 1395-ben épült a Camplit körülölelő fal részeként
- San Francesco d’Assisi-templom
- San Giovanni Battista templom, amelyhez a Scala Santa (Szent Lépcső) visz fel. Ezt 1776-ban építették olajfa deszkákból.
- Castelnuovo, egy erődítmény Campli azonos nevű frazionéjában.